# Associazione Calcio Martina 1947 2002-2003
Questa voce raccoglie le informazioni riguardanti l 'Associazione Calcio Martina 1947 nelle competizioni ufficiali della stagione 2002-2003.

## Stagione
Nella stagione 2002-2003 il Martina Franca disputa il girone B del campionato di Serie C1, vi raccoglie 62 punti che valgono il terzo posto. Partecipa ai Play-off che devono designare la seconda promossa in Serie B, la prima promossa è stata l'Avellino, la seconda è stata il Pescara. Il Martina nella doppia semifinale ha superato il favorito Teramo, mentre nella doppia finale ha perso con il Pescara. Allenata da Vincenzo Patania, la squadra biancoazzurra parte forte, al termine del girone di andata ha raccolto 33 punti, ad una lunghezza dal Pescara, nel girone di ritorno ottiene un bottino più modesto di 29 punti, si fa trovare pronta anche nel momento topico dei Play-off, superando in semifibale il Teramo del capocannoniere del torneo Simone Motta, poi vende cara la pelle anche in finale, cedendo al Pescara, pareggiando (0-0) al Tursi e perdendo (2-0) all'Adriatico, solo sfiorando la Serie B. Nella Coppa Italia di Serie C la squadra pugliese supera il primo scoglio del girone Q di qualificazione, superato grazie alla classifica avulsa con il Brindisi, eliminando Benevento, Fidelis Andria e Foggia, poi il Martina nei sedicesimi di finale incrocia la Palmese, che si impone in entrambe le gare.

## Rosa
| N. |                    | Ruolo | Calciatore             |
| -- | ------------------ | ----- | ---------------------- |
|    | Italia (bandiera)  | D     | Salvatore Accursi      |
|    | Italia (bandiera)  | D     | Marco Ambrogioni       |
|    | Italia (bandiera)  | C     | Pasquale Berardi       |
|    | Italia (bandiera)  | C     | Giuseppe Branà         |
|    | Italia (bandiera)  | C     | Francesco Campolattano |
|    | Italia (bandiera)  | D     | Espedito Chionna       |
|    | Uruguay (bandiera) | C     | Alejandro Correa       |
|    | Italia (bandiera)  | D     | Roberto De Giosa       |
|    | Italia (bandiera)  | D     | Alessandro Erra        |
|    | Italia (bandiera)  | P     | Gennaro Esposito       |
|    | Italia (bandiera)  | C     | Raffaele Esposito      |
|    | Italia (bandiera)  | D     | Antonio Gallù          |
|    | Italia (bandiera)  | P     | Giovanni Indiveri      |
|    | Italia (bandiera)  | A     | Massimo Manca          |
|    | Italia (bandiera)  | D     | Marco Mancinelli       |

| N. |                   | Ruolo | Calciatore             |
| -- | ----------------- | ----- | ---------------------- |
|    | Italia (bandiera) | D     | Pasquale Martinelli    |
|    | Italia (bandiera) | D     | Davide Migliozzi       |
|    | Italia (bandiera) | A     | Orazio Mitri           |
|    | Italia (bandiera) | A     | Antonio Morello        |
|    | Italia (bandiera) | D     | Vincenzo Moretti       |
|    | Italia (bandiera) | A     | Riccardo Musetti       |
|    | Italia (bandiera) | P     | Antonio Narciso        |
|    | Italia (bandiera) | A     | Roberto Novello        |
|    | Italia (bandiera) | P     | Giovanni Petruzzelli   |
|    | Italia (bandiera) | A     | Walter Piccioni        |
|    | Italia (bandiera) | C     | Massimo Pizzulli       |
|    | Italia (bandiera) | A     | Gioachino Prisciandaro |
|    | Italia (bandiera) | D     | Stefano Sottili        |
|    | Italia (bandiera) | C     | Paolo Speciale         |
|    | Italia (bandiera) | D     | Pietro Varriale        |

## Risultati

### Campionato

#### Girone di andata
| Arbitro: | Giachero (Pinerolo) |

|                          |           |                   |
| Mitri 31’, 60’ Manca 77’ | Marcatori | 39’ (rig.) Udassi |

| Arbitro: | Ioseffi (Siena) |

|                                               |           |  |
| Geraldi 1’ Artistico 59’ Porchia 90+3’ (rig.) | Marcatori |  |

| Arbitro: | Russo (Nola) |

|                           |           |  |
| Manca 46’ W. Piccioni 72’ | Marcatori |  |

| Arbitro: | Masiero (Mestre) |

|                              |           |                                             |
| M. Baldini 16’ Di Pietro 75’ | Marcatori | 60’ Ambrogioni 86’ Prisciandaro 90+1’ Mitri |

| Arbitro: | Banti (Livorno) |

|  |           |               |
|  | Marcatori | 23’ Giampaolo |

| Arbitro: | C. Rubino (Salerno) |

|  |           |           |
|  | Marcatori | 61’ Manca |

| Arbitro: | Fiori (Perugia) |

|                          |           |                |
| Mitri 28’ A. Morello 72’ | Marcatori | 43’ Martinetti |

| Arbitro: | Brunialti (Trento) |

|                                                  |           |  |
| Soncin 22’ (rig.) Del Vecchio 84’ R. Corradi 89’ | Marcatori |  |

| Arbitro: | Rocchi (Firenze) |

|                      |           |                        |
| Prisciandaro 9’, 29’ | Marcatori | 18’ Motta 21’ Molinari |

| Arbitro: | Tonolini (Milano) |

|             |           |  |
| Ignoffo 30’ | Marcatori |  |

| Arbitro: | Torella (Roma) |

|                         |           |  |
| A. Morello 4’ Manca 89’ | Marcatori |  |

| Fermo 17 novembre 2002 12ª giornata | Fermana         | 0 – 0 | Martina | Stadio Bruno Recchioni\| Arbitro: \| Zambon (Padova) \| |
| Arbitro:                            | Zambon (Padova) |       |         |                                                         |

| Arbitro: | Cigalotti (Milano) |

|                                |           |             |
| Mancinelli 5’ Manca 31’, 90+2’ | Marcatori | 67’ D'Aviri |

| Arbitro: | P.S. Mazzoleni (Bergamo) |

|  |           |                |
|  | Marcatori | 54’ A. Morello |

| Arbitro: | Gava (Conegliano) |

|           |           |  |
| Manca 34’ | Marcatori |  |

| Pesaro 15 dicembre 2002 16ª giornata | Vis Pesaro          | 0 – 0 | Martina | Stadio Tonino Benelli\| Arbitro: \| Giachero (Pinerolo) \| |
| Arbitro:                             | Giachero (Pinerolo) |       |         |                                                            |

| Arbitro: | Zanzi (Lugo di Romagna) |

|                                                |           |  |
| Mitri 12’ A. Morello 12’, 83’ Prisciandaro 85’ | Marcatori |  |

#### Girone di ritorno
| Arbitro: | P.S. Mazzoleni (Bergamo) |

|  |           |           |
|  | Marcatori | 75’ Manca |

| Arbitro: | Marelli (Como) |

|                  |           |  |
| Prisciandaro 65’ | Marcatori |  |

| Arbitro: | Tagliavento (Terni) |

|  |           |                |
|  | Marcatori | 48’ A. Morello |

| Arbitro: | Bernardoni (Modena) |

|                                            |           |           |
| A. Morello 72’ Prisciandaro 75’ V. Moretti | Marcatori | 24’ Terra |

| Arbitro: | Cenni (Imola) |

|                                |           |  |
| Cecchini 6’, 61’ Palladini 73’ | Marcatori |  |

| Martina Franca 9 febbraio 2003 23ª giornata | Martina           | 0 – 0 | Chieti | Stadio Gian Domenico Tursi\| Arbitro: \| Stefanini (Prato) \| |
| Arbitro:                                    | Stefanini (Prato) |       |        |                                                               |

| Arbitro: | M. Mazzoleni (Bergamo) |

|                         |           |                                                        |
| Santoruvo 33’ Abate 77’ | Marcatori | 20’ Mitri 38’ Correa 54’ Mancinelli 90+2’ Prisciandaro |

| Arbitro: | Romeo (Verona) |

|                |           |            |
| Ambrogioni 47’ | Marcatori | 80’ Fanesi |

| Arbitro: | Rocchi (Firenze) |

|                         |           |                            |
| Pepe 19’, 26’ Motta 71’ | Marcatori | 14’ Manca 44’ Campolattano |

| Arbitro: | Mariuzzo (Venezia) |

|                  |           |           |
| Mitri 12’ (rig.) | Marcatori | 6’ Molino |

| Arbitro: | Squillace (Catanzaro) |

|                     |           |                          |
| Vanacore 62’, 90+3’ | Marcatori | 19’ Mancinelli 73’ Mitri |

| Arbitro: | Tonolini (Milano) |

|                                                                 |           |                      |
| Mitri 18’ (rig.), 52’ Prisciandaro 26’ A. Morello 56’ Manca 85’ | Marcatori | 32’ Di Deo 41’ Macrì |

| Arbitro: | Zambon (Padova) |

|              |           |                              |
| Scazzola 85’ | Marcatori | 55’ Prisciandaro 82’ Morello |

| Arbitro: | Nicoletti (Macerata) |

|                 |           |           |
| Prisciandaro 8’ | Marcatori | 85’ Nassi |

| Arbitro: | P.S. Mazzoleni (Bergamo) |

|                            |           |          |
| Elia 19’, 82’ Agostini 65’ | Marcatori | 4’ Manca |

| Arbitro: | Herberg (Messina) |

|                                 |           |  |
| Mitri 39’ (rig.) V. Moretti 83’ | Marcatori |  |

| Arbitro: | Marelli (Como) |

|                     |           |             |
| Ola 15’ Drascek 37’ | Marcatori | 75’ Berardi |

### Play-off

#### Semifinali
| Arbitro: | Zambon (Padova) |

|                  |           |  |
| Motta 72’ (rig.) | Marcatori |  |

| Arbitro: | Romeo (Verona) |

|            |           |  |
| Correa 67’ | Marcatori |  |

#### Finali
| Martina Franca 8 giugno 2003 Andata | Martina        | 0 – 0 | Pescara | Stadio Gian Domenico Tursi\| Arbitro: \| Marelli (Como) \| |
| Arbitro:                            | Marelli (Como) |       |         |                                                            |

| Arbitro: | Tagliavento (Terni) |

|                                   |           |  |
| Palladini 49’ Cecchini 57’ (rig.) | Marcatori |  |

### Coppa Italia di Serie C

#### Girone Q
| Arbitro: | Giannoccaro (Lecce) |

|  |           |                |
|  | Marcatori | 38’ Ambrogioni |

| Arbitro: | Latella (Potenza) |

|                          |           |                |
| Ambrogioni 36’ Mitri 37’ | Marcatori | 56’ S. Morello |

| Arbitro: | Ferraro (Crotone) |

|                                       |           |                |
| Sardelli 90+1’ Orlandini 90+4’ (rig.) | Marcatori | 39’ Ambrogioni |

| Arbitro: | Squillace (Catanzaro) |

|                                                    |           |                     |
| Prisciandaro 18’ (rig.), 79’ Prisciandaro 81’, 86’ | Marcatori | 78’ (rig.) A. Bruno |

| 4 settembre 2002 5ª giornata |  | – Turno di riposo Martina |  |  |

#### Sedicesimi di finale
| Arbitro: | Crugliano (Crotone) |

|                 |           |                                      |
| W. Piccioni 63’ | Marcatori | 28’ Varriale 76’ (rig.) De Leonardis |

| Arbitro: | Di Renzo (Ostia Lido) |

|                                           |           |             |
| Verolino 28’, 49’ Varriale 57’ Flauto 79’ | Marcatori | 45’ Musetti |